# Othorene
Othorene is een geslacht van vlinders van de familie nachtpauwogen (Saturniidae), uit de onderfamilie Ceratocampinae.

## Soorten
- O. cadmus (Herrich-Schäffer, 1854)
- O. hodeva (Druce, 1904)
- O. purpurascens (Schaus, 1905)
- O. verana Schaus, 1900